# UMI
Umidigi (cunoscut anterior ca UMI) este un producător chinez de smartphone-uri cu sediul în orașul Shenzhen, care produce smartphone-uri Android, ceasuri inteligente și alte dispozitive electronice mobile.

## Istoric
Compania a fost fondată în februarie 2012 sub numele de Umi, lansând primul lor telefon, UMI X1, în iulie a acelui an.  Umidigi își vinde produsele numai la comercianții cu amănuntul online precum Banggood, AliExpress, eBay și Amazon.  Numele „Umidigi” a fost folosit ca brand secundar până în 2017, când compania și-a schimbat oficial numele Umidigi.

## Produse
Umidigi a lansat peste 55 de modele de telefoane. 
Umidigi produce accesorii mobile, cum ar fi căști wireless, ceasuri inteligente, un combo Bluetooth selfie stick/trepied și un suport de încărcare wireless. Aceste produse sunt sub numele de marcă Ubeats, Upod, Uwatch, Selfie Stick și Q1.
În Bangladesh, Umidigi este în parteneriat cu Redgreen. 
O versiune a Umidigi A9 este vândută în Statele Unite ca „Freedom Phone”.